# Bruinborstalethe
De bruinborstalethe (Chamaetylas poliocephala; synoniem: Alethe poliocephala) is een zangvogel uit de familie Muscicapidae (vliegenvangers).

## Verspreiding en leefgebied
Deze soort telt 9 ondersoorten:
- C. p. poliocephala: van Sierra Leone tot Ghana.
- C. p. compsonota: van zuidelijk Nigeria tot de zuidwestelijke Centraal-Afrikaanse Republiek en noordwestelijk Angola en het eiland Bioko.
- C. p. hallae: westelijk Angola.
- C. p. giloensis: zuidelijk Soedan.
- C. p. carruthersi: de zuidoostelijke Centraal-Afrikaanse Republiek, noordoostelijk Congo-Kinshasa, Oeganda en westelijk Kenia.
- C. p. akeleyae: centraal Kenia.
- C. p. vandeweghei: Rwanda en Burundi.
- C. p. kungwensis: westelijk Tanzania.
- C. p. ufipae: zuidoostelijk Congo-Kinshasa en zuidwestelijk Tanzania.